# سیارک ۱۸۵۶۸
سیارک ۱۸۵۶۸ (به انگلیسی: 18568 Thuillot، نامگذاری:1997TL2) هجده هزار و پانصد و شصت و هشتمین سیارک کشف شده‌است که در ۳ اکتبر ۱۹۹۷ کشف شد.
قدر مطلق سیارک برابر ۴۸٫۹ است.